# بوستون جنوبی
بوستون جنوبی (به انگلیسی: South Boston) یک منطقهٔ مسکونی در ایالات متحده آمریکا است که در بوستون واقع شده‌است. بوستون جنوبی ۳۵٬۲۰۰ نفر جمعیت دارد.